# The Wind That Shakes the Barley
The Wind That Shakes the Barley (título traducido en España como El viento que agita la cebada y en Hispanoamérica como El viento que acaricia el prado) es una película irlandesa-británica de 2006 dirigida por Ken Loach y escrita por Paul Laverty. Se trata de un drama bélico cuya historia gira en torno a dos hermanos, interpretados por Cillian Murphy y Pádraic Delaney, en la época de la guerra de Independencia irlandesa (1919-1921) y la posterior guerra civil irlandesa (1922-1923).
El título de la película se corresponde con el de una balada irlandesa del siglo XIX escrita por el poeta Robert Dwyer Joyce (1836-1883), cuya letra hace referencia a la rebelión de 1798. Esta balada puede escucharse en una de las escenas del filme.
La cinta se estrenó el 18 de mayo de 2006 en el Festival de Cine de Cannes, donde se alzó con la Palma de Oro.

## Argumento
Mientras la Guerra de la Independencia Irlandesa estalla, al joven médico Damien O'Donovan le espera un futuro esperanzador. Ha aceptado un puesto en una clínica londinense y está a punto de mudarse de Irlanda. Sus amigos se burlan de Damien por ponerse a sueldo de británicos, quienes han enviado a los Black and Tans (Negro y Caqui), un cuerpo paramilitar de la policía, a Irlanda para sofocar los apoyos a los independentistas. Al despedirse de la vieja Peggy cultivando la finca vecina, el joven médico es testigo de una operación de los Black and Tans durante un evento deportivo. Humillando a los jugadores, los Black and Tans anuncian que el popular juego del hurling en adelante figura entre las actividades que están prohibidas. Cuando el nieto de Peggy se niega a obedecer las instrucciones, le golpean a muerte.
Damien decide quedarse y luchar por la libertad de su patria. Para la gran satisfacción de su hermano Teddy y de sus amigos, se asocia al Ejército Republicano Irlandés (en inglés: Irish Republican Army). Esta organización actuaba como un grupo guerrillero y se apoderaba de las armas de los ocupantes británicos. Al asaltar a los huéspedes de un bar y servirse cerveza después, unos oficiales británicos reciben unos disparos de los combatientes irlandeses. Como represalia por ese acto, los británicos detienen a varios presos, entre ellos el hermano de Damien y a sus compañeros y los torturan. Poco antes de la ejecución, la banda consigue liberarse y huir a los alrededores.
Su idealismo se desinfla por los acontecimientos políticos. Los ingleses e irlandeses firman el tratado anglo-irlandés el 6 de diciembre de 1921, a continuación se funda el Estado Libre Irlandés. Solo 26 condados de un total de 32 condados pertenecen al nuevo estado irlandés. Mientras Teddy está a favor del cambio político y se alista en el ejército del nuevo estado libre, Damien sigue luchando por la una Irlanda unida e independiente.
Cuando detienen a Damien durante el asalto a un arsenal del IRA anti-tratado, lo condenan a muerte. Teddy pide que se le conceda una amnistía a su hermano y que este sea liberado a cambio de revelar el lugar de un arsenal y el refugio de un guía del IRA. Damien se niega y, como consecuencia, es fusilado por un pelotón bajo la dirección de su propio hermano. A continuación, le notifica a la mujer de Damien la muerte de su marido. Sufriendo un colapso, la mujer desea no volver a verlo jamás.

## Producción
La película es una coproducción internacional entre Irlanda, Reino Unido, Alemania, Italia, Francia y España. Fue rodada de abril a julio de 2005 en diversas localizaciones del Condado de Cork (Irlanda), y la mayoría de sus actores y extras son también irlandeses.

### Reparto
- Cillian Murphy como Damien.
- Pádraic Delaney como Teddy.
- Liam Cunningham como Dan.
- Orla Fitzgerald como Sinead.
- Mary O'Riordan como Peggy.
- Mary Murphy como Bernadette.
- Roger Allam como Sir John Hamilton.
- Laurence Barry como Micheail.

### Música
- The Wind That Shakes the Barley: tradicional, letra de Robert Dwyer Joyce.
- Amhrán Na bhFiann: tradicional, letra de Peader Kearney y Patrick Heeney.
- Oró! Sé Do Bheatha 'Bhaile: tradicional, letra de Pádraic Pearse.
- The Doon Reel: tradicional.

### Fechas de estreno
- Francia: 18 de mayo de 2006, Festival de Cine de Cannes.
- Irlanda: 23 de junio de 2006.
- Reino Unido: 23 de junio de 2006.
- España: 15 de septiembre de 2006.
- Argentina: 28 de septiembre de 2006.
- México: 13 de mayo de 2007, Muestra Internacional de Cine.
- Colombia: 27 de julio de 2007.

## Contexto histórico
En 1916, durante la Gran Guerra, tiene lugar en Dublín el llamado Alzamiento de Pascua, en el que grupos republicanos como la Hermandad Republicana Irlandesa, los Voluntarios Irlandeses y el Ejército Ciudadano Irlandés inician un levantamiento armado contra la autoridad de Reino Unido. La rebelión fue suprimida tras menos de una semana de enfrentamientos, pero se lo considera un momento clave del proceso de independencia irlandesa.
En las elecciones generales de 1918, el Sinn Fein, partido republicano izquierdista, consigue una clara mayoría en todo el país a excepción del noreste, donde los Unionistas mantienen su influencia. Establece la primera Dáil Éireann (Asamblea de Irlanda) y anuncia la independencia irlandesa, rechazada por el gobierno británico y sin reconocimiento internacional. La Dáil Éireann es declarada ilegal y los Voluntarios Irlandeses se transforman en el Ejército Republicano Irlandés (IRA). Comienza así la Guerra Anglo-irlandesa. El IRA está compuesto en su mayor parte por hombres entre los 18 y los 30 años, aprendices, granjeros, trabajadores agrícolas o del ferrocarril. Algunos tienen experiencia militar, esencial para el éxito de la organización. Atacan a la Real Policía Irlandesa (RIC) y al ejército británico. Como refuerzo, los británicos reciben la División Auxiliar, compuesta por ex-oficiales del ejército, y los famosos "Black and Tans", que toman represalias contra todo sospechoso de apoyar al IRA. Así, la guerra de la independencia se vuelve cada vez más violenta.
El Tratado anglo-irlandés, firmado en diciembre de 1921 entre el gobierno británico y la república irlandesa, pone fin a la guerra y establece el Estado Libre Irlandés como miembro de la Mancomunidad Británica de Naciones. El tratado divide Irlanda, con seis condados formando parte de Reino Unido (ahora llamado Gran Bretaña e Irlanda del Norte). Además, los británicos mantienen el control de los principales puertos y el nuevo Parlamento elegido en el Estado Libre Irlandés debe jurar fidelidad a la Corona británica, todavía representada por un Gobernador General.
Aunque el tratado se ratificó, produjo una escisión interna en el Sinn Fein y el IRA. Los partidarios del acuerdo señalaban que era lo mejor que podrían conseguir en esa etapa del conflicto y la única alternativa a la guerra contra Reino Unido; los opositores, que el documento no se ajustaba a las exigencias por las que habían luchado. Pese a las negociaciones para lograr la reunificación del movimiento, las dos posturas resultaron irreconciliables y estalló la guerra civil irlandesa, en la que se acabó imponiendo el bando a favor del tratado.

## Recepción y crítica
The Wind That Shakes the Barley fue recibida con una gran ovación por parte del público al estrenarse en el Festival de Cine de Cannes y resultó premiada con la Palma de Oro. Wong Kar-wai, quien presidía el jurado, declaró que la decisión de éste había sido unánime y que su equipo había buscado películas que reflejaran «compasión, esperanza, lazos afectivos y solidaridad».
Sin embargo, la prensa británica más conservadora no fue tan cálida en su acogida a la obra de Ken Loach, que recibió un aluvión de críticas negativas en las que, entre otras cosas, se calificaba al director como "antibritánico" y a su película como un ataque al honor inglés. Ruth Dudley Edwards, a través del periódico Daily Mail, acusó a Loach de odiar su país, de sesgar la historia y de retratar a los británicos como sádicos, en contraste con los románticos e idealistas irlandeses de la resistencia que solo recurren a las armas porque no les queda otro remedio. En el mismo periódico, Chris Tookey describe la película en general como un ejercicio de propaganda desvergonzada a favor del IRA. En The Sun proclamaron que era la película más pro-IRA jamás filmada y Tim Luckhurts en The Times definió la cinta como «venenosa perversión antibritánica de la historia de la guerra de independencia irlandesa» y comparó a Ken Loach con la cineasta oficial de la Alemania nazi Leni Riefenstahl.
Ken Loach describió esta reacción como «despreciable, aunque no inesperada» y añadió que «el hecho de que The Sun diga que es una "película que no hay que ver" debería animar a todo el mundo a verla». Atribuyó las críticas principalmente a dos aspectos mostrados en el largometraje, las escenas de extrema violencia protagonizadas por británicos y la manifestación de que los problemas de Irlanda se derivan de la colonización británica, sobre los cuales afirmó: «parece que si dices esas dos cosas muchos se molestan». Por su parte, George Monbiot en The Guardian defendió al director asegurando que muchos de sus atacantes ni siquiera habían visto la película y declaró que «el crimen de Ken es haber contado el otro lado de la historia».
Al margen de esta polémica, la película recibió críticas desiguales, aunque en su mayor parte coincidentes a la hora de remarcar la dureza del filme y elogiar la fotografía de Barry Ackroyd y el trabajo de los actores.

## Premios y nominaciones
| Fecha | Premio                           | Categoría                                            | Receptor(es)                                           | Resultado |
| ----- | -------------------------------- | ---------------------------------------------------- | ------------------------------------------------------ | --------- |
| 2006  | Festival de Cannes               | Palma de Oro                                         | Ken Loach                                              | Ganadora  |
| 2006  | British Independent Film Awards  | Mejor actor                                          | Cillian Murphy                                         | Nominado  |
| 2006  | British Independent Film Awards  | Mejor película independiente                         |                                                        | Nominada  |
| 2006  | British Independent Film Awards  | Mejor director                                       | Ken Loach                                              | Nominado  |
| 2006  | British Independent Film Awards  | Mejor desarrollo técnico                             | Barry Ackroyd (fotografía)                             | Nominado  |
| 2006  | Premios del Cine Europeo         | Mejor director de fotografía                         | Barry Ackroyd (junto con José Luis Alcaine por Volver) | Ganador   |
| 2006  | Premios del Cine Europeo         | Mejor actor                                          | Cillian Murphy                                         | Nominado  |
| 2006  | Premios del Cine Europeo         | Mejor director                                       | Ken Loach                                              | Nominado  |
| 2006  | Premios del Cine Europeo         | Mejor película                                       |                                                        | Nominada  |
| 2006  | Premios del Cine Europeo         | Mejor guionista                                      | Paul Laverty                                           | Nominado  |
| 2006  | Premios Satellite                | Mejor guion original                                 | Paul Laverty                                           | Nominado  |
| 2006  | Capri, Hollywood                 | Mejor director                                       | Ken Loach (junto a Emanuele Crialese por Nuovomundo)   | Ganador   |
| 2006  | Dublin Film Critics Circle       | Mejor película irlandesa                             |                                                        | Ganadora  |
| 2006  | Dublin Film Critics Circle       | Mejor actor                                          | Cillian Murphy                                         | Nominado  |
| 2007  | Premios Goya                     | Mejor película europea                               | Ken Loach                                              | Nominada  |
| 2007  | London Critics Circle Film       | Mejor director                                       | Ken Loach                                              | Nominado  |
| 2007  | London Critics Circle Film       | Mejor película británica                             |                                                        | Nominada  |
| 2007  | London Critics Circle Film       | Mejor productor                                      | Rebecca O'Brien                                        | Nominada  |
| 2007  | Irish Film and Television Awards | Mejor película                                       | Ken Loach                                              | Ganadora  |
| 2007  | Irish Film and Television Awards | Mejor actor protagonista                             | Cilliam Murphy                                         | Nominado  |
| 2007  | Irish Film and Television Awards | Mejor actor de reparto                               | Liam Cunningham                                        | Ganador   |
| 2007  | Irish Film and Television Awards | Mejor actriz de reparto                              | Orla Fitzgerald                                        | Nominada  |
| 2007  | Irish Film and Television Awards | Breakthrough talent                                  | Padraic Delaney                                        | Nominado  |
| 2007  | Irish Film and Television Awards | Breakthrough talent                                  | Orla Fitzgerald                                        | Nominada  |
| 2007  | Irish Film and Television Awards | Premio de la audiencia a la mejor película irlandesa |                                                        | Ganadora  |
| 2007  | Nastro d'argento                 | Mejor director europeo                               | Ken Loach                                              | Nominado  |
| 2007  | Premios del Cine Polaco          | Mejor película europea                               | Ken Loach                                              | Nominada  |
| 2007  | Writers' Guild of Great Britain  | Mejor guion de cine                                  | Paul Laverty                                           | Nominado  |